# Kynologie
Die Kynologie (griechisch κύων kýōn, deutsch ‚Hund‘ und -logie) ist die Lehre von Rassen, Zucht, Pflege, Verhalten, Erziehung und Krankheiten der Haushunde.

## Allgemein
Kynologe ist keine geschützte Berufsbezeichnung. Es gibt keinen Lehrstuhl für Kynologie, aber seit Oktober 2010 einen Universitätslehrgang Angewandte Kynologie an der Veterinärmedizinischen Universität Wien. Außerdem gibt es Wissenschaftler mit kynologischer Schwerpunktsetzung wie Dorit Feddersen-Petersen oder Hansjoachim Hackbarth.
Es existieren Stiftungen zur Finanzierung kynologischer Forschung wie zum Beispiel die Albert-Heim-Stiftung am Naturhistorischen Museum Bern und die Gesellschaft zur Förderung Kynologischer Forschung.
In jüngerer Zeit findet sich als alternative Bezeichnung für die im universitären Rahmen betriebene Kynologie auch der englische Begriff der Canine Science ‚Hundewissenschaft‘ oder ‚Wissenschaft des Hundes‘.

## Bekannte Kynologen
- Günther Bloch
- Dorit Feddersen-Petersen
- Hansjoachim Hackbarth
- Bernd Krewer
- Hans Räber
- Eberhard Trumler
- Hellmuth Wachtel
- Erik Zimen

## Verbände im deutschsprachigen Raum
- Österreichische Hundesport-Union (ÖHU)
- Österreichischer Kynologenverband (ÖKV)
- Schweizerische Kynologische Gesellschaft (SKG)
- Verband für das Deutsche Hundewesen (VDH)